# 王汝刚
王汝刚（1952年5月—），男，上海人，中国滑稽戏表演艺术家，一级演员，享受国务院特殊津贴，中国共产党党员，中国农工民主党党员，上海市人大代表、中国曲艺家协会副主席、上海市文联副主席、上海曲艺家协会主席、中国戏剧家协会会员、上海戏剧家协会主席团委员、中国农工民主党上海市委副秘书长、上海市人民滑稽剧团团长。当年以扮演「王小毛」为上海人民家喻户晓。

## 生平
幼时，王汝刚极其善于演讲各种故事，小学时曾经获得过上海市的讲故事比赛奖项。长大后曾经到江西省的农村插队落户。回沪以后，王汝刚进过工厂做过工人，后来又自学医科，并且成为了工厂的厂医。
由于王汝刚从小对表演十分感兴趣，所以相对关注一些剧院信息。有次，王汝刚路过虹口区文化馆，文化馆门口有一则群众演员的招聘启事。王汝刚尝试着报了名，从此开始涉足演出事业。
王汝刚进入文化馆后，首先接触的第一个滑稽戏是《满意不满意》，原先导演分配给他三句台词，但是他在舞台上把三句台词演绎成30句，并且大获好评。被当时该戏的幕后艺术指导，滑稽表演大师杨华生、笑嘻嘻、绿杨看中。当时由于杨华生还未被平反，属于“现行反革命”，其后由于杨被平反，杨华生和笑嘻嘻依托原大公滑稽剧团为主体，组建上海人民滑稽剧团，并且建团伊始就将王汝刚招入剧团。其间，由于王汝刚属于晚来得子，而且家庭环境受传统文化影响较深，王汝刚的父亲坚决反对他加入滑稽剧团从事演出事业。后来由于杨华生亲自登门拜访王汝刚的父亲并且加以说服，王汝刚的父亲最终放弃原有想法，王汝刚得以如愿加入上海人民滑稽剧团。

## 主要电影作品
- 1993年出演《股疯》

## 所获奖项

### 1987年
- 因出演滑稽戏《假夫假妻》获上海法制文艺汇演二等奖
- 独角戏《头头是道》获江浙沪滑稽汇演“优秀表演奖”，上海市人民政府记功嘉奖

### 1989年
- 凭借《神秘电话》获国家计生委颁发的“全国汇演一等奖”
- 主演滑稽戏《七十二家房客》获上海艺术节“优秀成果奖”

### 1990年
- 表演独角戏《征婚》获江浙沪滑稽汇演“优秀表演奖”及“演员个人特别奖”
- 出访新加坡时，被新加坡誉为“中国南方笑星王”

### 1992年
- 主演滑稽戏《明媒争娶》获第三届上海白玉兰戏剧“主角奖”
- 独角戏《征婚》获全国曲艺小品邀请赛“一等奖”榜首。

### 1994年
- 获“上海市劳动模范”光荣称号
- 主演电视小品《男子汉》获国家计生委颁发的“全国人口奖”。

### 1996年
- 主演百集电视小品《你说好不好》获国家广电部“飞天奖”；

### 1998年
- 主演电视戏曲片《明媒争娶》获国家广电部电视“星光奖”
- 被上海市委宣传部、市文联评选为首届“德艺双馨艺术家”。

### 1999年
- 当选上海市“三百六十行”状元
- 被日本每日放送电视台评为“亚洲笑星”
- 因主演电影《股疯》的三宝一角获国家“政府电影奖”。

### 2000年
- 主演滑稽戏《活菩萨》获中共上海市委宣传部嘉奖，上海市科技作品奖
- 被中国人才研究会评选为“新世纪优秀人才”。

### 2001年
- 评选为上海市委统战部先进个人
- 出访美国，获旧金山市长BROWN亲笔签署的“杰出艺术荣誉证书”。

### 2002年
- 表演独角戏《爱心》获全国曲艺最高奖——“牡丹奖”榜首。

### 2004年
- 评选为上海市慈善基金会首届“慈善之星”。

### 2005年
- 主演电视情景喜剧《红茶坊》获全国优秀栏目银奖。

### 2006年
- 10月带团出访日本，演出大型滑稽戏《七十二家房客》，获中共上海市委宣传部嘉奖，市文广局对外优秀项目奖
- 获中共中央宣传部、中央人事部、中国文联颁发的全国第二届“德艺双馨文艺工作者”称号。

### 2008年
- ５月当选为“北京2008奥林匹克火炬接力火炬手”